# Eucalyptus ammophila
Eucalyptus ammophila là một loài thực vật có hoa trong Họ Đào kim nương. Loài này được Brooker & Slee mô tả khoa học đầu tiên năm 1994.